# Plaza San Martín (Lucca)
La Plaza San Martín (en italiano Piazza San Martino) es una plaza ubicada en el centro de la ciudad toscana de Lucca. 
En el lado este de la plaza se ubica la Catedral de San Martín, caracterizada por su fachada asimétrica y su alto pórtico. En el lado oeste, opuesto a la anterior, se halla el Palazzo Bernardi por Bartolomeo Ammannati (1556), cuya fachada se prolonga en un alto muro que encierra el jardín del palacio, también se halla la parte posterior de la Iglesia de San Giovanni y Santa Reparata. Por el norte de la plaza se encuentra la plaza Antelminelli con la fuente diseñada por Lorenzo Nottolini.

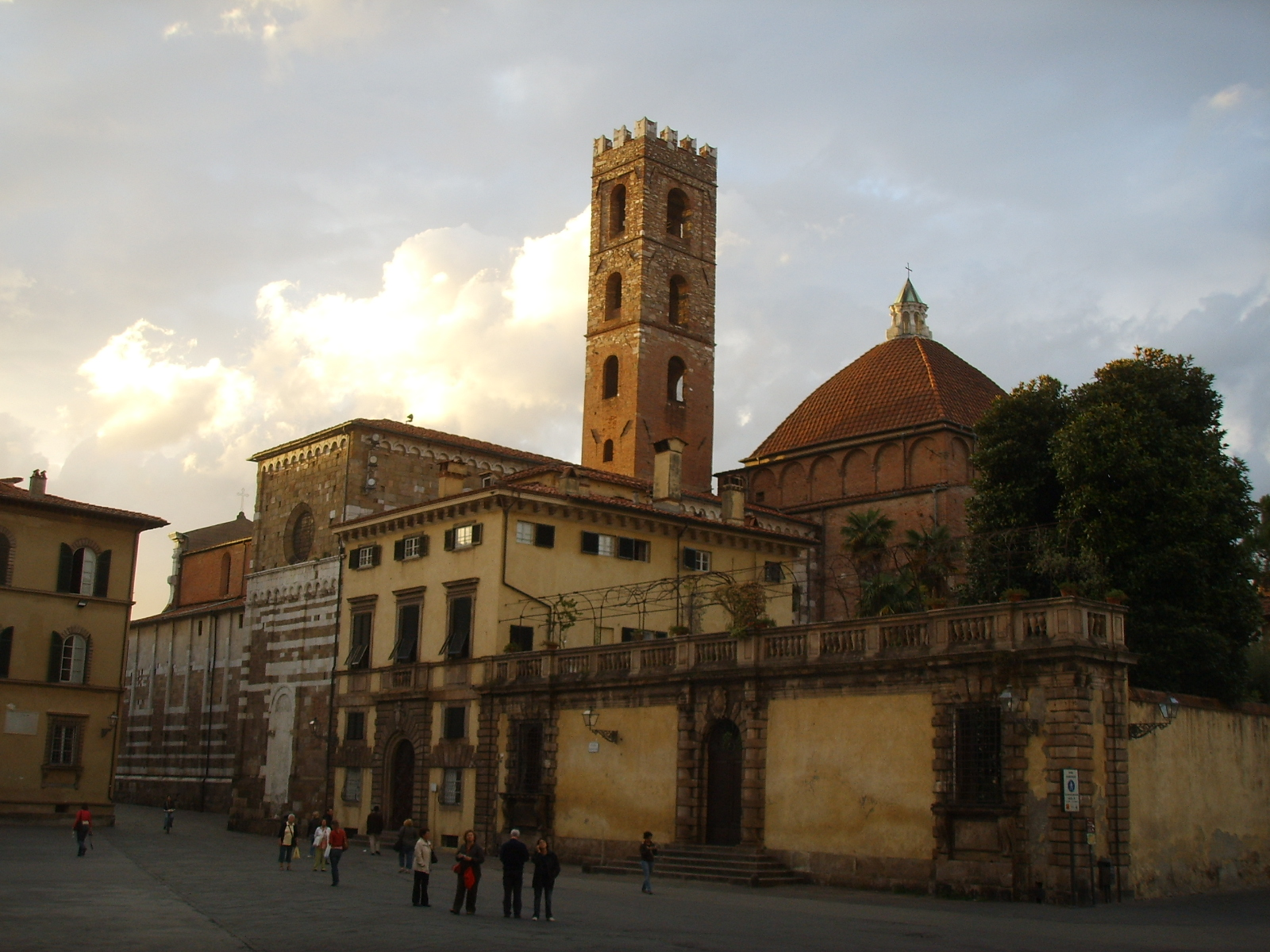
La iglesia de San Giovanni y Santa Reparata vista desde la Plaza San Martín

- Datos: Q3902313
- Multimedia: Piazza San Martino (Lucca) / Q3902313